# René de Kerallain
Jean-Baptiste-Hyacinthe-René Prigent de Kerallain, né le 9 avril 1849 à Quimper et mort le 5 septembre 1928, dans la même ville, est un traducteur et historien français.

## Biographie
René Prigent de Kerallain est né dans une famille d'ancienne bourgeoisie originaire de Bretagne, issue de René-Yves Prigent (1683-1767), sénéchal des juridictions de la Haye en Plouaret, actuel département des Côtes-d'Armor. Son fils, Jean Baptiste Prigent, sieur de Kerallain (1718-1787), était procureur fiscal des juridictions de la seigneurie de Guernaham et de La Haie-Keramborgne.
Il est le fils de François-Emmanuel Prigent de Kerallain (1821-1895), qui épouse en 1848 Alix de Bougainville (1829-1872), petite-fille de Bougainville.
Il suit ses études au collège Stanislas et obtient son doctorat en droit à la Faculté de droit de Paris en 1877. Il se consacre aux questions juridiques, sociales, historiques et morales, et collabore à la Revue britannique, à la Réforme sociale, à la Revue historique, la Revue générale du droit, à la Revue des questions historiques et à L'Intermédiaire des chercheurs et curieux.
Il traduit également plusieurs ouvrages anglais.
Il passa la fin de sa vie dans son manoir de Lestremeur en Plomelin (Finistère) ; le journal L'Action française lui consacra en 1936 une notice biographique détaillée car, royaliste de tradition, il soutint de nombreuses thèses d'extrême droite, soutenant par exemple « l'existence indestructible des castes » dans la société française contemporaine. Sa veuve, Marguerite de Bigault d'Avocourt, publiera ses correspondances en 1932.

## Publications
- Essais sur le gouvernement populaire (traduction de l'ouvrage de Henry Sumner Maine, 1887)
- Étude sur l'histoire du droit (traduction de l'ouvrage de Henry Sumner Maine, 1889)
- Le droit international et la guerre (traduction de l'ouvrage de Henry Sumner Maine, 1890)
- Introduction de la science politique (traduction de l'ouvrage de Sir Frederick Pollock, 1893)
- Les Français au Canada. La Jeunesse de Bougainville et la guerre de Sept ans (1896)
- La prise de Quebec et la perte du Canada d'après des publications récentes (1906)
- Études sur les mœurs religieuses et sociales de l'Extrême-Orient (traduction de l'ouvrage de Sir Alfred Lyall (en), 1908)
- Dupleix et Clive (1921)
- Bougainville à l'escadre du comte d'Estaing. Guerre d'Amérique 1778-1779 (1927)
- Bougainville à l'armée du Comte de Grasse : guerre d'Amérique, 1781-1782 (1929)
- Correspondenace de René de Kerallain, 1889-1928 (1932)

## Sources
- Léon Dubreuil, Une figure bretonne : René de Kerallain [les Prigent de Kerallain et leur parenté avec Villiers de l'Isle-Adam et Ad. Le Nepveu de Carfort], 1963
- Marc de Villiers, Jean-Baptiste-Hyacinthe-René Prigent de Kerallain, 1929
- Paul van der Vrecken de Bormans, René de Kerallain, 1849-1928, 1931
- Notices d'autorité :   - VIAF
  - ISNI
  - BnF (données)
  - IdRef
  - LCCN
  - GND
  - Vatican
  - WorldCat